# Shōwa (Nagoja)
Shōwa (jap. 昭和区 Shōwa-ku) – jedna z 16 dzielnic Nagoi, stolicy prefektury Aichi. Dzielnica została założona 1 października 1937 roku. Położona w środkowej części miasta. Graniczy z dzielnicami: Mizuho, Atsuta, Naka, Tempaku i Chikusa.

## Miejscowe atrakcje
- Park Tsuruma
- Kōshō-ji
- Nagoya Civic Assembly Hall